# Ripley (Maine)
Ripley è un comune degli Stati Uniti d'America, situato nello Stato del Maine, nella contea di Somerset.